# Оливарес, Хуан
Хуа́н Сегу́ндо Олива́рес Мара́мбио (исп. Juan Segundo Olivares Marambio; 20 февраля 1941, Винья-дель-Мар) — чилийский футболист, вратарь. Участник двух чемпионатов мира: 1966 и 1974. На чемпионате мира 1966 года был основным вратарём сборной Чили.

## Карьера

### Клубная
Играл в клубах «Сантьяго Уондерерс», «Унион Эспаньола», «Магальянес», «Ла-Серена», «Кобрелоа», «Сантьяго Уондерерс», «Уачипато».

### В сборной
В сборной Чили Хуан Оливарес дебютировал 15 апреля 1965 года в матче со сборной Перу, завершившимся со счётом 4:1. В составе сборной Оливарес принял участие в двух чемпионатах мира 1966 и 1974 годов и чемпионате Южной Америки 1967 года, где сборная Чили стала бронзовым призёром. Своё последнее выступление за сборную Оливарес провёл в товарищеском матче со сборной Гаити 24 апреля 1974 года, тот матч завершился победой чилийцев 1:0. Всего же за сборную Вальехос сыграл 31 официальный матч, в которых пропустил 46 голов
| №  | Дата             | Соперник  | Счёт | Голы | Турнир                       |
| 1  | 15 апреля 1965   | Перу      | 4:1  | 1    | Тихоокеанский Кубок          |
| 2  | 17 апреля 1966   | Бразилия  | 0:1  | 1    | Кубок Бернардо О’Хиггинса    |
| 3  | 20 апреля 1966   | Бразилия  | 2:1  | 1    | Кубок Бернардо О’Хиггинса    |
| 4  | 13 июля 1966     | Италия    | 0:2  | 2    | Чемпионат мира 1966          |
| 5  | 15 июля 1966     | КНДР      | 1:1  | 1    | Чемпионат мира 1966          |
| 6  | 20 июля 1966     | СССР      | 1:2  | 2    | Чемпионат мира 1966          |
| 7  | 30 ноября 1966   | Колумбия  | 5:2  | 2    | Отборочный матч к ЧЮА 1967   |
| 8  | 11 декабря 1966  | Колумбия  | 0:0  | -    | Отборочный матч к ЧЮА 1967   |
| 9  | 18 января 1967   | Венесуэла | 2:0  | -    | Чемпионат Южной Америки 1967 |
| 10 | 22 января 1967   | Парагвай  | 4:2  | 2    | Чемпионат Южной Америки 1967 |
| 11 | 26 января 1967   | Уругвай   | 2:2  | 2    | Чемпионат Южной Америки 1967 |
| 12 | 28 января 1967   | Аргентина | 0:2  | 2    | Чемпионат Южной Америки 1967 |
| 13 | 1 февраля 1967   | Боливия   | 0:0  | -    | Чемпионат Южной Америки 1967 |
| 14 | 15 августа 1967  | Аргентина | 1:0  | -    | Товарищеский матч            |
| 15 | 19 сентября 1967 | Бразилия  | 0:1  | 1    | Товарищеский матч            |
| 16 | 8 ноября 1967    | Аргентина | 3:1  | 1    | Товарищеский матч            |
| 17 | 13 декабря 1967  | Венгрии   | 4:5  | 5    | Товарищеский матч            |
| 18 | 16 декабря 1967  | СССР      | 1:4  | 4    | Товарищеский матч            |
| 19 | 23 октября 1968  | Мексика   | 3:1  | 1    | Товарищеский матч            |
| 20 | 27 ноября 1968   | Аргентина | 0:4  | 4    | Кубок Карлоса Диттборна      |
| 21 | 4 декабря 1968   | Аргентина | 2:1  | 1    | Кубок Карлоса Диттборна      |
| 22 | 18 декабря 1968  | ФРГ       | 2:1  | 1    | Товарищеский матч            |
| 23 | 4 октября 1970   | Бразилия  | 1:5  | 5    | Товарищеский матч            |
| 24 | 14 июля 1971     | Парагвай  | 3:2  | 2    | Товарищеский матч            |
| 25 | 27 сентября 1972 | Аргентина | 0:2  | 2    | Кубок Карлоса Диттборна      |
| 26 | 14 апреля 1973   | Гаити     | 1:1  | 1    | Товарищеский матч            |
| 27 | 24 июля 1973     | Боливия   | 3:0  | -    | Кубок Леонсио Провосте       |
| 28 | 5 августа 1973   | Перу      | 2:1  | 1    | Отборочный матч к ЧМ 1974    |
| 29 | 20 сентября 1973 | Мексика   | 2:1  | 1    | Товарищеский матч            |
| 30 | 26 сентября 1973 | СССР      | 0:0  | -    | Отборочный матч к ЧМ 1974    |
| 31 | 24 апреля 1974   | Гаити     | 1:0  | -    | Товарищеский матч            |

Итого: 31 матч / 46 пропущенных голов; 15 побед, 6 ничьих, 10 поражений.

## Достижения

### Командные
Сборная Чили
- Бронзовый призёр чемпионата Южной Америки: 1967
- Обладатель Тихоокеанского Кубка: 1965
- Обладатель Кубка Бернардо О’Хиггинса: 1966
- Обладатель Кубка Леонсио Провосте: 1973

 «Сантьяго Уондерерс»
- Чемпион Чили: 1968
- Серебряный призёр чемпионата Чили: 1960
- Бронзовый призёр чемпионата Чили (3): 1959, 1964, 1966
- Обладатель Кубка Чили (2): 1959, 1961
- Финалист Кубка Чили: 1960
- Победитель Второго дивизиона Чили: 1978

 «Унион Эспаньола»
- Чемпион Чили: 1973
- Серебряный призёр чемпионата Чили (2): 1970, 1972
- Бронзовый призёр чемпионата Чили: 1971